# Oryzomys
Az Oryzomys az emlősök (Mammalia) osztályának rágcsálók (Rodentia) rendjébe, ezen belül a hörcsögfélék (Cricetidae) családjába tartozó nem.

## Rendszerezés
A nemnek a legtöbb fajának a magyar névforrása nincs megerősítve. A nembe az alábbi 8 faj tartozik:
- Oryzomys albiventer Merriam, 1901 - korábban az O. couesi-nak vélték
- Oryzomys antillarum Thomas, 1898 - kihalt; korábban az O. couesi-nak vélték
- Coues rizspatkánya (Oryzomys couesi) Alston, 1877
- nicaraguai rizspatkány (Oryzomys dimidiatus) Thomas, 1905
- Gorgas rizspatkánya (Oryzomys gorgasi) Hershkovitz, 1971
- Oryzomys nelsoni Merriam, 1898 - kihalt
- mocsári rizspatkány (Oryzomys palustris) Harlan, 1837 - típusfaj
- alsó-kaliforniai rizspatkány (Oryzomys peninsulae) Thomas, 1897 - lehet, hogy kihalt; korábban az O. couesi-nak vagy O. palustris-nak vélték

Az O. couesi szinonimáinak vélt fajok, 2009-ben visszakapták, illetve megkapták a faji státuszukat.